# Prva liga Srbije w piłce nożnej (2007/2008)
Sezon 2007/08 Prva liga Srbije – 2. edycja rozgrywek serbskiej Prvej ligi w piłce nożnej.
Rozgrywki toczyły się w jednej grupie i występowało w nich 18 drużyn. Po zakończeniu sezonu mistrz oraz wicemistrz awansowali bezpośrednio do Super ligi, a drużyny z miejsc od 3. do 6. w tabeli zagrają w barażu o awans z 10. drużyną Super ligi. Cztery ostatnie drużyny spadły do Srpskiej ligi, a drużyna z 14. miejsca w tabeli zagra w barażu o pozostanie w Prvej lidze z najlepszą drużyną wśród wicemistrzów Srpskiej ligi.

## Prva liga Srbije

### Drużyny
W Prva liga Srbije w sezonie 2007/08 występowało 18 drużyn.
| Drużyna                                            | Miasto               | Sezon 2006/07                               | Uwagi                                                      |
| Drużyny, które spadły z Super ligi 2006/07:        |                      |                                             |                                                            |
| FK Mladost Apatin                                  | Apatin               | 6 miejsce                                   | nie otrzymał licencji na grę w Super lidze                 |
| FK Voždovac                                        | Belgrad-Voždovac     | 11 miejsce                                  |                                                            |
| FK Zemun                                           | Belgrad-Zemun        | 12 miejsce                                  |                                                            |
| Drużyny, które występowały w Prva liga 2006/07:    |                      |                                             |                                                            |
| FK BSK Borča                                       | Belgrad-Palilula     | 4 miejsce                                   |                                                            |
| FK Rad                                             | Belgrad-Savski Venac | 5 miejsce                                   |                                                            |
| FK Radnički Pirot                                  | Pirot                | 6 miejsce                                   |                                                            |
| FK Sevojno                                         | Sevojno              | 7 miejsce                                   |                                                            |
| FK Vlasina Vlasotince                              | Vlasotince           | 8 miejsce                                   |                                                            |
| FK ČSK Pivara Čelarevo                             | Čelarevo             | 9 miejsce                                   |                                                            |
| Radnički Nisz                                      | Nisz                 | 10 miejsce                                  |                                                            |
| OFK Mladenovac                                     | Belgrad-Mladenovac   | 11 miejsce                                  |                                                            |
| FK Javor Ivanjica                                  | Ivanjica             | 12 miejsce                                  | przed sezonem zmienił nazwę (wcześniej Habitfarm Ivanjica) |
| FK Novi Pazar                                      | Novi Pazar           | 13 miejsce                                  |                                                            |
| FK Srem Sremska Mitrovica                          | Sremska Mitrovica    | 14 miejsce                                  |                                                            |
| Drużyny, które awansowały z Srpskiej ligi 2006/07: |                      |                                             |                                                            |
| FK Hajduk Belgrad                                  | Belgrad-Palilula     | 1 miejsce Srpska Liga Beograd (Belgrad)     |                                                            |
| FK Jagodina                                        | Jagodina             | 1 miejsce Srpska Liga Istok (Wschód)        |                                                            |
| FK Metalac Gornji Milanovac                        | Gornji Milanovac     | 1 miejsce Srpska Liga Zapad (Zachód)        |                                                            |
| RFK Nowy Sad                                       | Nowy Sad             | 1 miejsce Srpska Liga Vojvodina (Wojwodina) |                                                            |

### Tabela
| Poz. | Klub                        | M  | Pkt. | Mecze | Mecze | Mecze | Bramki | Bramki |
| Poz. | Klub                        | M  | Pkt. | zwy.  | rem.  | por.  | zdob.  | stra.  |
| ---- | --------------------------- | -- | ---- | ----- | ----- | ----- | ------ | ------ |
| 1    | FK Javor Ivanjica           | 34 | 70   | 18    | 16    | 0     | 38     | 12     |
| 2    | FK Jagodina                 | 34 | 58   | 15    | 13    | 6     | 37     | 19     |
| 3    | FK BSK Borča                | 34 | 58   | 17    | 7     | 10    | 38     | 21     |
| 4    | FK Rad                      | 34 | 57   | 16    | 9     | 9     | 50     | 34     |
| 5    | FK Voždovac                 | 34 | 57   | 16    | 9     | 9     | 39     | 27     |
| 6    | FK Metalac Gornji Milanovac | 34 | 49   | 13    | 10    | 11    | 33     | 26     |
| 7    | FK Srem Sremska Mitrovica   | 34 | 47   | 14    | 5     | 15    | 43     | 41     |
| 8    | FK Mladost Apatin           | 34 | 47   | 13    | 8     | 13    | 30     | 31     |
| 9    | FK ČSK Pivara Čelarevo      | 34 | 46   | 11    | 13    | 10    | 34     | 29     |
| 10   | RFK Nowy Sad                | 34 | 46   | 12    | 10    | 12    | 31     | 30     |
| 11   | FK Sevojno                  | 34 | 45   | 11    | 12    | 11    | 34     | 34     |
| 12   | FK Novi Pazar               | 34 | 45   | 12    | 9     | 13    | 29     | 39     |
| 13   | FK Hajduk Belgrad           | 34 | 44   | 12    | 8     | 14    | 28     | 33     |
| 14   | Radnički Nisz               | 34 | 43   | 11    | 10    | 13    | 29     | 31     |
| 15   | FK Zemun                    | 34 | 42   | 10    | 12    | 12    | 28     | 40     |
| 16   | FK Vlasina Vlasotince       | 34 | 37   | 9     | 10    | 15    | 35     | 47     |
| 17   | OFK Mladenovac              | 34 | 30   | 7     | 9     | 18    | 28     | 51     |
| 18   | FK Radnički Pirot           | 34 | 9    | 1     | 6     | 27    | 16     | 55     |

| Legenda:                        |
| awans do Super ligi             |
| baraże o awans do Super ligi    |
| baraże o pozostanie w Prva liga |
| spadek do Srpskiej ligi         |

- FK Javor Ivanjica i FK Jagodina awansowały do Super ligi 2008/09.
- FK Rad wygrał swoje mecze barażowe i awansował do Super ligi 2008/09.
- FK BSK Borča, FK Voždovac i FK Metalac Gornji Milanovac przegrały swoje mecze barażowe i pozostały w Prva liga Srbije 2008/09.
- FK Radnički Nisz przegrał swoje mecze barażowe i spadł do Srpskiej ligi 2008/09.
- FK Radnički Pirot, OFK Mladenovac, FK Vlasina Vlasotince i FK Zemun spadły do Srpskiej ligi 2008/09.

## Baraż o awans do Super ligi

### 1. runda (1/4 finału)
|                       | Data         | Drużyna 1.   | Drużyna 2.                  | Wynik           |
| 1. mecz (bez rewanżu) | 28 maja 2008 | FK BSK Borča | FK Metalac Gornji Milanovac | 0:0 (4:3 karne) |

- FK BSK Borča wygrał mecz barażowy i awansował do 2. rundy baraży o awans do Super liga Srbije.
- FK Metalac Gornji Milanovac przegrał mecz barażowy i pozostał w Prva liga Srbije.

|                       | Data         | Drużyna 1. | Drużyna 2.  | Wynik           |
| 1. mecz (bez rewanżu) | 28 maja 2008 | FK Rad     | FK Voždovac | 1:1 (3:1 karne) |

- FK Rad wygrał mecz barażowy i awansował do 2. rundy baraży o awans do Super liga Srbije.
- FK Voždovac przegrał mecz barażowy i pozostał w Prva liga Srbije.

### 2. runda (1/2 finału)
|                       | Data           | Drużyna 1.   | Drużyna 2. | Wynik           |
| 1. mecz (bez rewanżu) | 1 czerwca 2008 | FK BSK Borča | FK Rad     | 0:0 (2:4 karne) |

- FK BSK Borča przegrał mecz barażowy i pozostał w Prva liga Srbije.
- FK Rad wygrał mecz barażowy i awansował do 3. rundy baraży o awans do Super liga Srbije.

### 3. runda (Finał)
|         | Data            | Drużyna 1.   | Drużyna 2.   | Wynik |
| 1. mecz | 7 czerwca 2008  | FK Rad       | FK Smederevo | 3:1   |
| Rewanż  | 11 czerwca 2008 | FK Smederevo | FK Rad       | 2:1   |

- FK Smederevo przegrał mecze barażowe i spadł do Prva liga Srbije.
- FK Rad wygrał mecze barażowe i awansował do Super liga Srbije.

## Baraż o pozostanie w Prva liga

### 1. runda (1/4 finału)
|                       | Data         | Drużyna 1.        | Drużyna 2.       | Wynik |
| 1. mecz (bez rewanżu) | 28 maja 2008 | FK Sloga Kraljevo | FK Sinđelić Nisz | 2:1   |

- FK Sloga Kraljevo wygrała mecz barażowy i awansowała do 2. rundy baraży o awans do Prva liga Srbije.
- FK Sinđelić Nisz przegrał mecz barażowy i pozostał w Srpskiej lidze.

|                       | Data         | Drużyna 1.            | Drużyna 2. | Wynik           |
| 1. mecz (bez rewanżu) | 28 maja 2008 | FK Radnički Obrenovac | FK Inđija  | 0:0 (2:4 karne) |

- FK Radnički Obrenovac przegrał mecz barażowy i pozostał w Srpskiej lidze.
- FK Inđija wygrał mecz barażowy i awansował do 2. rundy baraży o awans do Prva liga Srbije.

### 2. runda (1/2 finału)
|                       | Data           | Drużyna 1.        | Drużyna 2. | Wynik |
| 1. mecz (bez rewanżu) | 1 czerwca 2008 | FK Sloga Kraljevo | FK Inđija  | 0:2   |

- FK Sloga Kraljevo przegrała mecz barażowy i pozostała w Srpskiej lidze.
- FK Inđija wygrał mecz barażowy i awansował do 3. rundy baraży o awans do Prva liga Srbije.

### 3. runda (Finał)
|         | Data            | Drużyna 1.    | Drużyna 2.    | Wynik |
| 1. mecz | 7 czerwca 2008  | FK Inđija     | Radnički Nisz | 2:0   |
| Rewanż  | 11 czerwca 2008 | Radnički Nisz | FK Inđija     | 1:1   |

- FK Radnički Nisz przegrał mecze barażowe i spadł do Srpskiej ligi.
- FK Inđija wygrał mecze barażowe i awansował do Prva liga Srbije.